# Nham Biền
Nham Biền is een thị trấn en tevens de hoofdplaats in het district Yên Dũng, een van de districten in de Vietnamese provincie Bắc Giang. De provincie Bắc Giang ligt in het noordoosten van Vietnam, dat ook wel Vùng Đông Bắc wordt genoemd.
Nham Biền ligt op de zuidelijke oever van de Thương.